# Muurame
Muurame este o comună din Finlanda.